# 鄭開城際鐵路
鄭開城際鐵路，又稱鄭汴城際鐵路，是中华人民共和国河南省鄭州市郑州东站至同省開封市开封站的城際鐵路，是中原城市群城際軌道交通的組成部分，线路全长57.14km，設計最高时速200km/小時，为雙線電氣化客运专线，计划总投资55亿元。郑州东－宋城路于2014年12月28日开通运营，全线于2025年3月15日开通运营。

## 一期工程
2009年12月29日，一期工程（郑州东－宋城路）开工；2014年12月17日，开始进行为期7天的试运行，12月28日，正式开通运营，每日开行城际动车组6.5对。自2015年1月10日起改用新运行图，平日开行8.5对列车，周末、高峰时期增开2对列车，其中部分车次延长至郑州站。但是鄭開城際鐵路初期运营成绩不佳，2016年1月10日起，因客流过少，贾鲁河、运粮河站关闭，所有列车只停靠郑州东、绿博园、宋城路3站。
2018年2月14日起改为CRH6A型动车组列车担当，席位改为无座号方式发售，票价不变，同时预售期调整为10天。2020年9月15日郑开城际开展铁路e卡通业务，支持扫码进站。
2021年10月26日，郑开城际开始公交化高密度开行，在郑州东站与宋城路站区间运行，中途只停靠绿博园站，日均開行27.5對。旅客可通过铁路e卡通实现扫码进出站，可乘坐任意车次，不再受票面车次限制。另外目前鄭開城際鐵路的多数列车直通郑机城际铁路至新鄭機場站。
2024年9月28日，郑开、郑机城际铁路增加开行趟数和停站密度，郑开与郑机城际铁路共开行列车51列，并恢复郑开城际贾鲁河、运粮河站运营，贾鲁河、运粮河站分别停靠列车43、44列。
2025年1月5日，伴随中国铁路季度例行调图，郑州东至宋城路段新增至宜宾站的跨线车0.5对。

## 二期工程
2016年4月5日，延长线工程初步设计获批。9月19日，郑开城际铁路二期工程（宋城路－开封站）正式开工建设，原计划于2019年底投入使用。但因征地拆迁、手续等问题，从2017年11月开始，项目便进入断续停工状态，至2020年初施工单位退场开始全面停工，随后由省方主导开始推进退场清算、概算调整、委托代建等工作。
2022年5月25日，《新建铁路郑州至开封城际铁路宋城路站（不含）至开封站项目施工总价承包招标公告》发布，本次为项目停工后重新招标。6月17日，宣布项目由中铁七局中标。6月20日，新建郑州南站、平漯周高铁、郑开城际铁路延长线建设动员会召开，延长线项目正式开工建设。7月5日，河南省发改委网站公布郑州至开封城际铁路延长线《铁路、机场、高速公路、普通国省道、农村公路、内河航运、独立公（铁）路桥梁、隧道等交通基础设施建设项目投资概算核定及初步设计审批》，结果为不予受理。7月12日，河南省发改委批复郑开城际铁路延长线初步设计及概算调整。8月13日，郑开城际铁路延长线进入实质性施工阶段。
2023年11月22日，郑开城际铁路延长线跨油库专用线特大桥顺利浇筑完成。
2024年5月30日，郑开城际延长线全线91片箱梁全部铺设完成。10月24日，工程进入铺轨施工阶段，同年12月31日，延长线联调联试项目正式启动，最高试运行速度203km/h。
2025年1月，郑开城际延长线进入按图试运行阶段，3月15日全线正式开通运营。

## 站点设置
全线除郑州东站和开封站外，其余站点都是新建车站。一期工程从郑州东站到宋城路站，开通5个站点，分别为郑州东站、贾鲁河站、绿博园站、运粮河站、宋城路站。绿博园站和运粮河站为大站，站房面积近3000平方米，可容纳400人同时候车；贾鲁河站和宋城路站站房面积2000平米，可容纳300人同时候车。但2016年1月10日起，因客流过少，贾鲁河、运粮河站关闭，所有列车只停靠郑州东、绿博园、宋城路3站，直到2024年9月28日恢复贾鲁河、运粮河站运营。此外，一期工程中途预留8个站点：中医学院站、白沙站、刘集站、雁鸣湖站、官渡站、汴河堤站、汴西站、马家河站，规划2030年前建成此8站。二期工程自宋城路站延长至开封站，并在延长线中预留黄河大街站，于2016年9月开工，2025年3月15日正式开通。
| 郑开城际铁路 |          |          |          |                           |                                                                  |                                           |          |                   |
|              |          |          |          |                           |                                                                  |                                           |          |                   |
| 车站名称     | 所在地区 | 所在地区 | 所在地区 | 郑州东站 起计里程（公里） | 连接铁路                                                         | 城市轨道交通 转乘路线                     | 站场规模 | 备注              |
| 郑州东站     | 河南省   | 郑州市   | 金水区   | 0                         | 京广高速铁路 徐兰高速铁路 郑机城际铁路 郑渝高速铁路 济郑高速铁路 | 郑州地铁1号线 郑州地铁5号线 郑州地铁8号线 | 16台32线 |                   |
| 贾鲁河站     | 河南省   | 郑州市   | 中牟县   | 9                         |                                                                  |                                           | 2台2线   | 2016~2024年曾关闭 |
| 绿博园站     | 河南省   | 郑州市   | 中牟县   | 17                        |                                                                  |                                           | 2台4线   |                   |
| 运粮河站     | 河南省   | 开封市   | 龙亭区   | 41                        |                                                                  |                                           | 2台4线   | 2016~2024年曾关闭 |
| 宋城路站     | 河南省   | 开封市   | 龙亭区   | 50                        |                                                                  |                                           | 2台2线   | 一期线路终点      |
| 开封站       | 河南省   | 开封市   | 禹王台区 | 57                        | 陇海铁路                                                         |                                           | 2台7线   | 二期线路终点      |

## 使用车辆

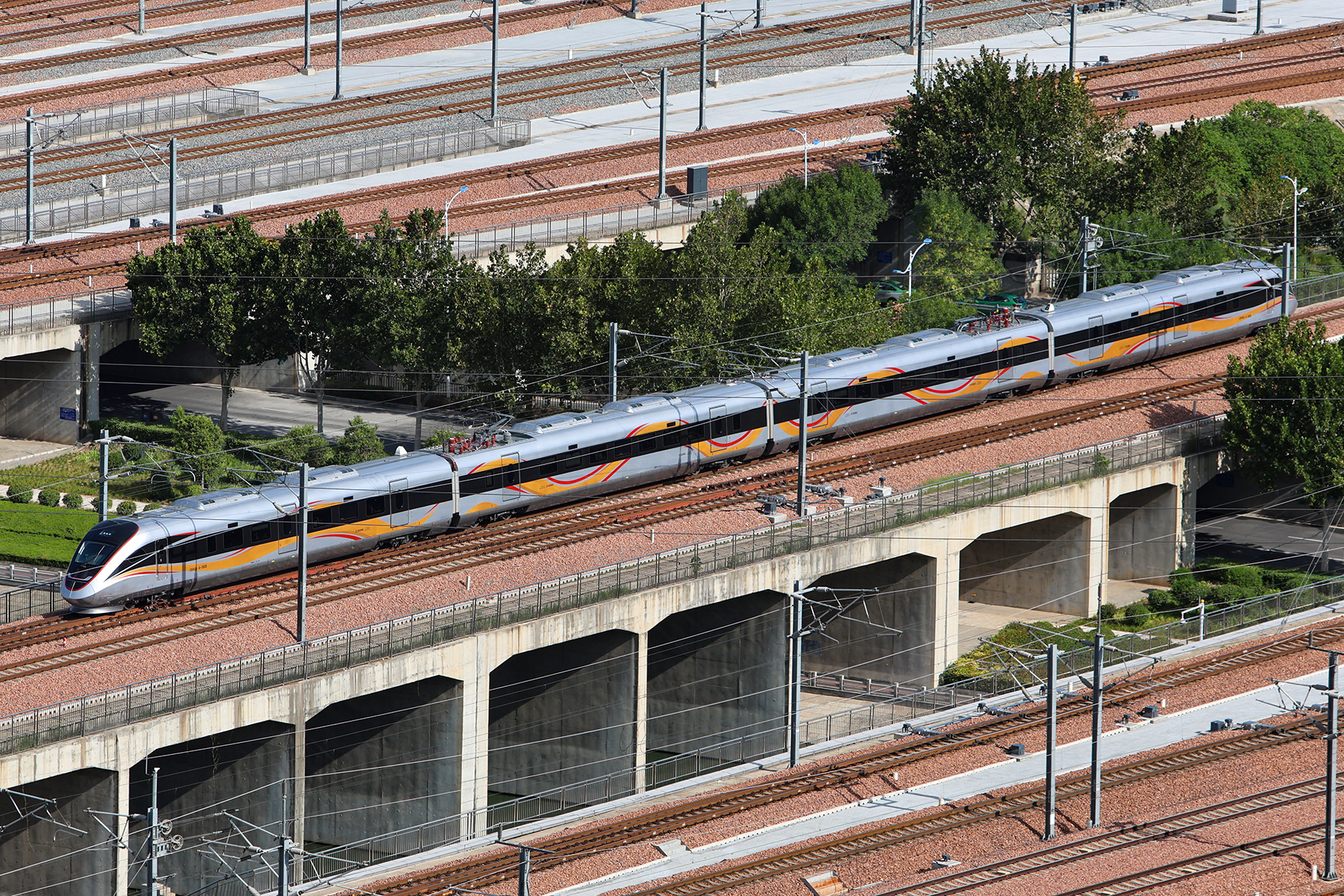
运行于郑开城际铁路的CRH3A-A型动车组

郑开城际铁路正式开通运营初期，采用CRH2A型动车组，8辆编组，4动4拖动力结构，全列总定员613人，运行最高速度为200km/h。2018年2月14日起，郑开、郑焦、郑机城际铁路改为CRH6A型动车组列车担当。
2025年4月25日，郑开城际新增CRH3A-A型动车组运营。

## 票价
本线所售车票均为不对号入座的无座票，车票当日一次有效，郑州东站到开封站的执行票价统一为20元。

## 意义
隨著鄭開城際鐵路延長至開封站，將極大地提高線路客流量，可以更好地發揮鄭開城際鐵路的整體客流效益。同時，隨著配套工程的實施，線路運能也將得到極大提升，滿足“公交化”的運行要求，未來鄭開城際班距有望缩减至十分鐘以內。